# Matlock (serie de televisión)

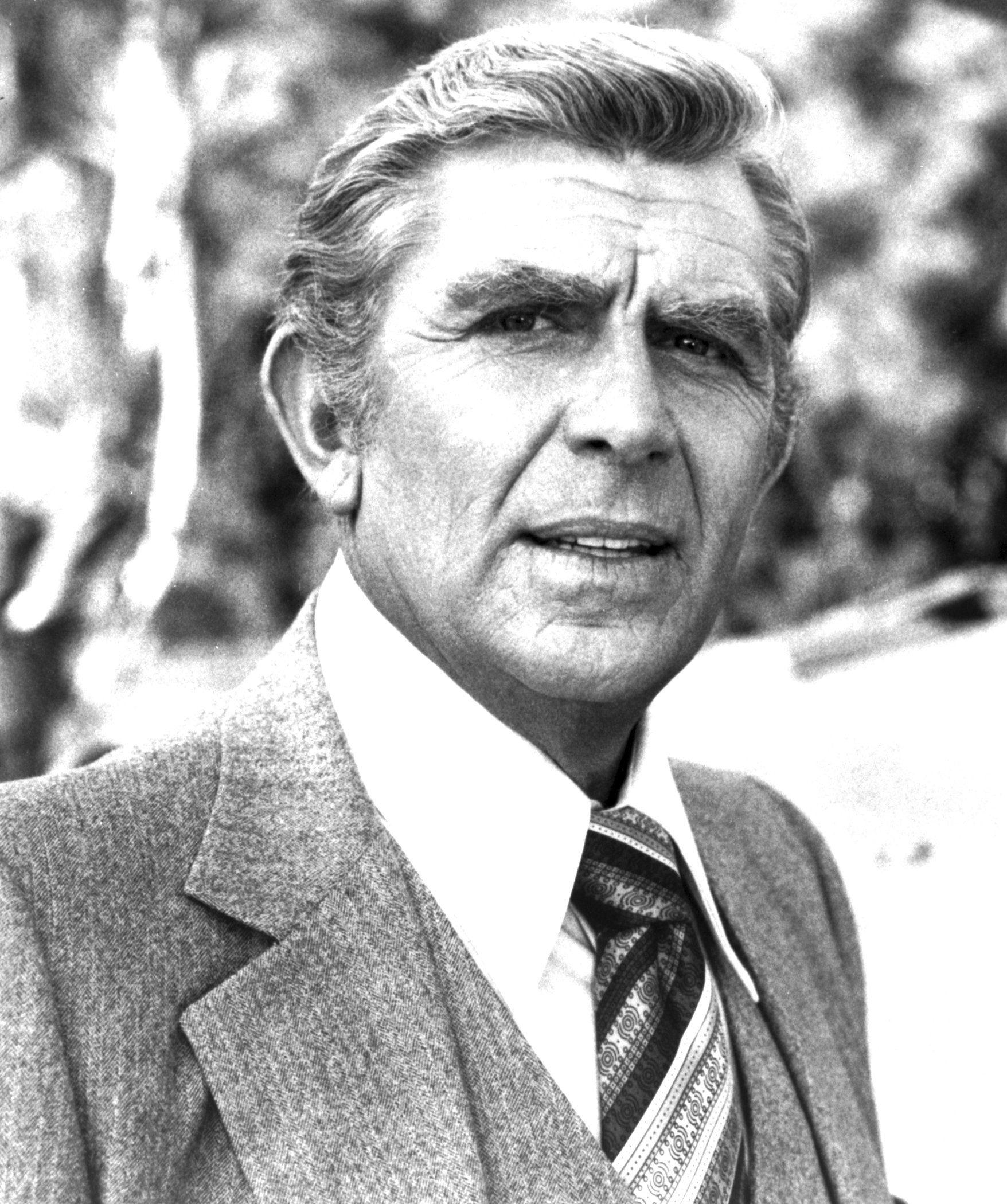
Andy Griffith protagonizó la serie

Matlock fue una serie de televisión estadounidense creada por Dean Hargrove y protagonizada por Andy Griffith en el papel del abogado defensor criminalista Ben Matlock. La serie, producida por Intermedia Entertainment Company inicialmente, inició su emisión el 3 de marzo de 1986 y finalizó el 7 de mayo de 1995.

## Argumento
El formato de Matlock presentaba similitudes al de la serie clásica de la CBS Perry Mason, con el abogado identificando a los perpetradores y luego enfrentándolos en dramáticas escenas en la corte. Una diferencia, sin embargo, era que mientras Mason solía exculpar a sus clientes en la audiencia previa al juicio, Matlock solía conseguir la absolución del jurado.

## Reparto

### Principal
| Actor                | Personaje        |
| -------------------- | ---------------- |
| Andy Griffith        | Ben Matlock      |
| Linda Purl           | Charlene Matlock |
| Alice Hirson         | Hazel            |
| Kene Holliday        | Tyler Hudson     |
| Kari Lizer           | Cassie Phillips  |
| Nancy Stafford       | Michelle Thomas  |
| Julie Sommars        | Julie March      |
| Clarence Gilyard Jr. | Conrad McMasters |
| Brynn Thayer         | Leanne MacIntyre |
| Daniel Roebuck       | Cliff Lewis      |
| Carol Huston         | Jerri Stone      |

### Recurrente
| Actor           | Personaje         |
| --------------- | ----------------- |
| James McEachin  | Frank Daniels     |
| Michael Durrell | Lloyd Burgess     |
| David Froman    | Bob Brooks        |
| Don Knotts      | Les "Ace" Calhoun |
| Warren Frost    | Billy Lewis       |

## Emisión internacional
- En Venezuela se transmitió entre 1990 y 1992 a través del canal Televen.
- En Chile se emitió entre 1989 y 1992 en Canal 13.